# Țipătul bufniței
Țipătul bufniței (cu titlul original: The Cry of the Owl) este un roman thriller psihologic scris de Patricia Highsmith. A fost publicat în Statele Unite în 1962, iar în anii următori a fost lansat în Marea Britanie. Cartea spune povestea lui Robert Forester care, după un divorț greu, devine obsedat de Jenny Thierolf, o tânără aparent veselă, în vârstă de 23 de ani.

## Adaptări
Romanul lui Highsmith a fost ideea de bază a filmului Le cri du hibou, regizat de Claude Chabrol și având-o în rolul principal pe Mathilda May.
De asemenea în 1987, regizorul și scenaristul Tom Toelle a creat o adaptare în germană a romanului, Der Schrei der Eule.
O a treia adaptare scrisă și regizată de Jamie Thraves și avându-i în rolurile principale pe Julia Stiles și Paddy Considine a fost lansată în 2009.